# Fulford (Staffordshire)
Fulford is een civil parish in het bestuurlijke gebied Stafford, in het Engelse graafschap Staffordshire. In 2001 telde het dorp 5579 inwoners. Fulford komt in het Domesday Book (1086) voor als 'Fuleford'.